# إلياذة غزة (قصيدة)
إلياذة غزة هي عنوان قصيدة لمحمد بن راشد آل مكتوم حاكم إمارة دبي، ندّد فيها بحصار غزة ومجزرة أسطول الحرية وبموقف مجلس الأمن والموقف العربي مما يحدث في غزة، حيث قال:

سيقول التاريخ انا خذلنا .. عربا مثلنا غداة استجاروا.

وقد اهتمت الوسائل الإعلامية بهذه القصيدة ونشرتها عدد من الصحف الإماراتية والعربية والعالمية، وذكرت «الخليج تايمز» أن محمد بن راشد استلهم هذه القصيدة من ملحمة الإلياذة للشاعر اليوناني القديم هوميروس والتي تطرّق فيها إلى حصار طروادة.